# 剰余環
数学の一分野、環論における商環（しょうかん、英: quotient ring）、剰余環（じょうよかん、英: factor ring）あるいは剰余類環（じょうよるいかん、英: residue class ring）とは、群論における剰余群や線型代数学における商線型空間に類似した環の構成法およびその構成物である。すなわち、はじめに環 R とその両側イデアル I が与えられたとき、剰余環 R/I と呼ばれる新しい環が、I の全ての元が零元に潰れる（I による違いを「無視」するともいえる）ことで得られる。
注意: 剰余環は商環とも呼ばれるけれども、整域に対する商体（分数の体）と呼ばれる構成とは異なるし、全商環（商の環、これは環の局所化の一種）とも異なる。

## 厳密な剰余環構成
環 R とその両側イデアル I が与えられたとき、R 上の同値関係 ~ を
a ~ b ⇔ b − a ∈ I
で定める。a ~ b が成立することを「a と b はイデアル I を法として合同である」という。イデアルの性質から、これが合同関係を定義することを確かめるのは難しくない。
R の元 a の属する同値類は
{\displaystyle [a]=a+I:=\{a+r\mid r\in I\}}
で与えられる。この同値類は a mod I とも書き、「a を I で割った剰余類」("residue class of a modulo I") と呼ばれる。
このような同値類全体の成す集合を R/I で表せば、これは
{\displaystyle {\begin{aligned}(a+I)+(b+I)&:=(a+b)+I;\\(a+I)(b+I)&:=(ab)+I\end{aligned}}}
を演算とする環となる（これが矛盾無く定義できることは確認すべきことである）。これを R を I で割った商環、あるいは剰余環という。剰余環 R/I の零元は 0 + I = I であり、乗法単位元は 1 + I で与えられる。
環 R から剰余環 R/I への全射な環準同型 π が
{\displaystyle \pi (a):=a+I}
とおくことによって定まる。これは自然な射影や標準準同型などとも呼ばれる。

## 例
- もっとも極端な剰余環の例は、環 R の極端なイデアル（つまり、{0} および R 自身）で割ることで得られる。剰余環 R/{0} は R に自然同型であり、剰余環 R/R は自明な環 {0} に自然同型である。これは、簡単に言うと「より小さなイデアル I で割ったほうが剰余環 R/I はより大きくなる」という一般的な法則に、適合している。I が R の真のイデアル（つまり I ≠ R）ならば R/I が自明な環になることはない。
- 整数全体の成す環 Z と偶数全体の成すイデアル 2Z を考えれば、剰余環 Z/2Z は偶数全体と奇数全体というただ二つの元からなる。これは二元体 F2 に自然同型である（なんとなれば、偶数全体を 0, 奇数全体を 1 と考えればよい）。合同算術とは本質的に剰余環 Z/nZ における算術のことである。
- 実数に係数を持つ、不定元 X に関する多項式全体の成す環 R[X] と、そのイデアル I = (X2 + 1) を考える（I は多項式 X2 + 1 の倍元の全体が成すイデアル）。剰余環 R[X]/(X2 + 1) は複素数体 C に自然同型である。特に剰余類 [X] が虚数単位 i の役割を果たす。直観的には、I で割ることは「強制的に」X2 + 1 = 0 とすることに相当するから、つまり X2 = −1 という i を定義する性質を X（の剰余類）が持つことになる。
- すぐ上の例と同様、一般に剰余環は体の拡大を構成することにもよく用いられる。K が体で、f が K[X] に属する既約多項式ならば L = K[X]/(f) は K 上の最小多項式が f であるような元による体の拡大とみなせる。また、これは K や x = X + (f) を含む体である。
- 同様の例として、剰余環は有限体の構成においても重要である。三元体 F3 = Z/3Z の場合、多項式 f(X) = X2 + 1 は F3 上で既約である（実際、F3 に根を持たない）。剰余環 F3[X]/(f) を構成すれば、これは 32 = 9 個の元を持つ体であり、F9 で表される。他の有限体も同様の方法で構成できる。
- 代数多様体の座標環は代数幾何学における剰余環の重要な例である。簡単な場合として、実代数多様体 V = {(x,y) | x2 = y3} を実平面 R2 の部分集合とみる。V 上で定義される実数値多項式函数の全体が成す環は剰余環 R[X,Y]/(X2 − Y3) に同一視されて、これを V の座標環とみなす。これにより代数多様体 V を調べることが、この座標環を調べることに帰着される。
- M が C∞-多様体で p が M の元とするとき、M 上定義された C∞-級函数全体の成す環 R = C∞(M) と、そのような函数 f のうちで点 p の適当な近傍 U で（U は f ごとに異なってもよい）恒等的に消えているようなもの全体からなるイデアル I を考えると、剰余環 R/I は点 p における M 上のC∞-級函数の芽全体の成す環となる。
- F を超実数体 *R の有限な元からなる環とする。これは標準実数とは無限小の寄与の分だけ異なる超実数全体からなる。言い換えれば、F は標準整数 n を十分大きく取れば −n < x < n とできるような超実数 x 全体からなる。また集合 I を *R の無限小の全体に 0 を合わせて得られるものとすると、これは F のイデアルとなり、剰余環 F/I は標準実数体 R に同型となる。この同型は F の各元 x に x の標準部分（x に無限に近い標準実数）st(x) を対応させることによって導かれる。実は、環 F を有限超準有理数（超準整数の比）の全体が成す環としても同じやり方で同じく R を得ることができる。

### 異種複素平面
剰余環 R[X]/(X), R[X]/(X + 1), R[X]/(X − 1) はどれも R に同型だから、さほど面白いことにはならないが、剰余環 R[X]/(X2) は幾何代数において二重数 (dual number) と呼ばれる二次元の対象を定める。これは R[X] の元を X2 で割った「余り」としての線型二項式のみからなる。このような異種複素平面が生じることは、二重数の存在を際立たせるのに十分である。
さらに剰余環 R[X]/(X2 − 1) は二つの剰余環 R[X]/(X + 1) および R[X]/(X − 1) に分解するので、これを分解型複素数環といい、しばしば環の直和 R ⊕ R と同一視される。
その一方で、これにより双曲線上へ複素数構造を持ち込むことができ、通常の複素数が回転を表現するのと同様に分解型複素数の演算と双曲的回転が結びつくので、双曲的回転の平面線型代数が自然に行える。

### 四元数とその変種
ハミルトンの四元数は1843年に
R[X,Y]/(X2 + 1, Y2 + 1, XY + YX).
として与えられた。Y2 + 1 を Y2 − 1 に置き換えれば分解型四元数の環が得られる。二つの + を両方とも − に置き換えてもやはり分解型四元数を得る。反交換性 YX = −XY から XY の平方が
(XY)(XY) = X(YX)X = −X(XY)Y = − XXYY = −1
となることが従う。三種類の複四元数も、三つの不定元を持つ環 R[X,Y,Z] と適当なイデアルを考えれば、剰余環として表すことができる。

## 性質
明らかに、R が可換環ならば剰余環 R/I もそうである。しかし、逆は一般には正しくない。
R から R/I への自然射影 π の核は I である。環準同型の核は常に両側イデアルであるから、任意の両側イデアルを何らかの環準同型の核になるものとして扱うことができる。
環準同型とその核、および剰余環の間にある密接な関係を以下のように述べることができる。
剰余環 R/I 上で定義される環準同型を考えることと、R 上で定義される環準同型で、I 上消えている（自明である、すなわち常に零元にうつる）ものを考えることとは本質的に同じである。
{\displaystyle {\begin{matrix}R&&\\&\searrow {}^{f}&\\{}^{\pi }\downarrow &&S\\&\nearrow {}_{g}&\\R/I&&\end{matrix}}}
より具体的に書けば、R の両側イデアル I と環準同型 f: R → S で ker(f) が I を含むものが与えられたとき、環準同型 g: R/I → S で gπ = f を満たすようなものがただひとつ存在する。すなわち写像 g が R の任意の元 a に対して g([a]) = f(a) とおくことによって矛盾無く定まる。実際、このような普遍性を持つものとして、剰余環および自然な射影を「定義」することもできる。
上記の帰結として、
任意の環準同型 f: R → S は剰余環 R/ker(f) と像 im(f) の間の環同型を誘導する（準同型定理を参照）
という基本的な主張を得る。
環 R のイデアルと剰余環 R/I のイデアルの間には密接な関係がある（対応定理）。すなわち、自然な射影を考えることにより、R の I を含む両側イデアルと R/I の両側イデアルとの間に一対一対応がつく（「両側イデアル」を「左イデアル」や「右イデアル」にいっせいに取り替えても同じことが成り立つ）。このイデアルの間の対応関係は対応する剰余環の間の対応関係に拡張することができる。すなわち、M を I を含む R の両側イデアルとし、これに対応する R/I のイデアルを M/I(= π(M)) と書けば、写像
{\displaystyle a+M\mapsto (a+I)+M/I}
は矛盾無く定まり、剰余環 R/M と (R/I)/(M/I) は自然同型となる。
可換代数学および代数幾何学において以下のような言及がよく用いられる。R(≠ {0}) は可換環とするとき、I がその極大イデアルならば剰余環 R/I は可換体であり、I が素イデアルならば R/I は整域である。イデアル I の性質から決まる剰余環 R/I の性質について、同様なものがいくつか知られている。
中国の剰余定理の主張は、イデアル I がどの二つもに互いに素なイデアル I1, ..., Ik の交わりになっている（あるいは同じことだが、積になっている）ならば剰余環についての同型
{\displaystyle R/I\simeq R/I_{1}\times \cdots \times R/I_{k}}
が成り立つということである。

## 関連文献
- F. Kasch (1978) Moduln und Ringe, translated by DAR Wallace (1982) Modules and Rings, Academic Press, page 33.
- Neal H. McCoy (1948) Rings and Ideals, §13 Residue class rings, page 61, Carus Mathematical Monographs #8, Mathematical Association of America.
- Joseph Rotman (1998), Galois Theory (2nd edition), Springer, pp. 21–3, ISBN 0-387-98541-7
- B.L. van der Waerden (1970) Algebra, translated by Fred Blum and John R Schulenberger, Frederick Ungar Publishing, New York. See Chapter 3.5, "Ideals. Residue Class Rings", pages 47 to 51.